# Harley Quinn (serie animata)
Harley Quinn è una serie televisiva animata con protagonista l'omonima antieroina dei fumetti DC Comics, creata nel 1992 da Paul Dini e Bruce Timm.
La serie, diretta da Justin Halpern, Patrick Schumacker e Dean Lorey, vede coinvolti come doppiatori Kaley Cuoco (Harley Quinn), Lake Bell (Poison Ivy) e Alan Tudyk (Joker).

## Trama
La serie racconta le avventure di Harley Quinn dopo aver interrotto la sua relazione con Joker e segue l'evolversi della sua amicizia con Poison Ivy, con la quale intreccerà poi un rapporto sentimentale.

### Prima stagione
Dopo l'ennesima rapina, Harley Quinn viene catturata da Batman, mentre Joker ne approfitta per scappare. La donna attende inutilmente per un anno che il suo uomo la venga a liberare, ma a portarla in salvo arriva invece la sua amica Poison Ivy, che la fa scappare da Arkham e le fa capire che il Joker non la ama, dimostrandoglielo grazie all'Enigmista: se Joker dovesse scegliere di salvare Batman o lei, sceglierebbe il Cavaliere Oscuro.
Delusa, Harley decide quindi di dimenticare Joker e cominciare invece la sua scalata verso la fama, con l'intenzione di entrare a far parte della Legione del destino. Anche in questo caso, viene aiutata da Ivy, oltre che dalla sua pianta parlante Frank e dalla sua squadra, composta da un gruppo di supercriminali sottovalutati: il Dottor Psycho, Clayface, il Re Squalo e Sy Borgman.
Quando finalmente riesce a raggiungere l'obiettivo, però, inavvertitamente prende le distanze dai suoi nuovi amici e torna a districarsi con i problemi di Joker, che rifiuta di accettare l'idea che Harley diventi una supercattiva in proprio. Nel finale della prima stagione, Joker riesce a prendere il controllo di Gotham, per poi essere sconfitto da Harley e dalla sua squadra, che lo gettano all'interno di una vasca di acido che lo priva dei suoi poteri, facendolo diventare normale. In un ultimo atto di ritorsione, Joker distrugge l'intera città, provocando apparentemente la sua morte e quella di Batman.

### Seconda stagione
Nella seconda stagione, Gotham City è diventata la Terra di Nessuno. Isolata dal resto degli Stati Uniti, la città cade sotto il controllo della neo-costituita Injustice League, una lega composta dai maggiori criminali superstiti di Gotham (il Pinguino, l'Enigmista, Bane, Due Facce e Mr. Freeze), che si impadronisce delle sue rovine e se le divide tra gli appartenenti alla lega. La nuova lega rifiuta di unirsi a Harley, così, quest'ultima, con i suoi amici, inizia a lavorare per abbattere uno ad uno tutti i componenti della lega e rivendicare il controllo di Gotham. Nel processo, inconsapevolmente, ispira Barbara Gordon a diventare Batgirl.
Nel frattempo, si scopre che sia il Joker che Batman sono in realtà sopravvissuti, ma entrambi sono profondamente segnati dall'incidente. Il primo ha perso la memoria e non ricorda chi fosse, mentre il secondo, incapace di combattere il crimine a causa delle sue ferite, chiama Batgirl come sua sostituta temporanea per difendere Gotham. A seguito della sconfitta della Injustice League, il commissario Gordon ripristina l'ordine a Gotham, mentre Harley inizia a sviluppare sentimenti per la sua amica Ivy, che però sceglie di stare con Kite Man.
Allo stesso tempo, il Dottor Psycho lascia la squadra e tenta di conquistare il mondo da solo, prendendo il controllo di un esercito di Parademoni. Per fermarlo, Harley unisce le forze con la Justice League, Gordon e Joker, tornato folle dopo che Harley è stata costretta a gettarlo nuovamente nell'acido per farlo tornare se stesso. Mentre la Lega sconfigge i Parademoni, Harley e Ivy sconfiggono Psycho, che però rivela un ricordo di loro due che dormono insieme, proprio prima del matrimonio di Ivy con Kite Man. Anche se i due provano a rimanere insieme, dopo la rivelazione di Gordon, Kite Man si rende conto che Ivy non lo ama e decide di lasciarla. Mentre corrono via da Gordon, Ivy ammette finalmente i suoi sentimenti per Harley.

## Episodi
| Stagione         | Episodi | Pubblicazione USA |
| ---------------- | ------- | ----------------- |
| Prima stagione   | 13      | 2019-2020         |
| Seconda stagione | 13      | 2020              |
| Terza stagione   | 10+1    | 2022              |
| Quarta stagione  | 10      | 2023              |
| Quinta stagione  | 10      | 2025              |

## Personaggi
- Dr. Harleen Quinzel / Harley Quinn, doppiata da Kaley Cuoco
- Dr. Pamela Isley / Poison Ivy, doppiata da Lake Bell
- Joker, doppiato da Alan Tudyk
- Dr. Edgar Cizko / Dottor Psycho, doppiato da Tony Hale
- Basil Karlo / Clayface, doppiato da Alan Tudyk
- Sy Borgman, doppiato da Jason Alexander
- Nanaue / Re Squalo, doppiato da Ron Funches
- Bruce Wayne / Batman, doppiato da Diedrich Bader
- Charles Brown / Kite Man, doppiato da Matt Oberg
- Frank la pianta, doppiato da J. B. Smoove
- Edward Nygma / Enigmista, doppiato da Jim Rash
- Dr. Jonathan Crane / Spaventapasseri, doppiato da Rahul Kohli
- Eduardo Dorrance / Bane, doppiato da James Adomian
- Dr. Victor Fries / Mr. Freeze, doppiato da Alfred Molina
- Selina Kyle / Catwoman, doppiata da Sanaa Lathan

## Produzione

### Sviluppo
Il 20 novembre 2017, è stato annunciato che il DC Universe, all'epoca ancora senza nome, aveva ordinato 26 episodi di Harley Quinn, una serie animata per adulti di azione e commedia creata e scritta da Justin Halpern, Patrick Schumacker e Dean Lorey. I produttori esecutivi sarebbero stati Halpern, Schumacker, Lorey e Sam Register, con Jennifer Coyle in qualità di produttrice. Le società di produzione coinvolte nella serie sarebbero state Ehsugadee Productions e Warner Bros. Animation. La prima stagione consiste in 13 episodi dei 26 ordinati inizialmente. Il lavoro di animazione è fornito da NE4U, Digital eMation e Maven Image Platform in Corea del Sud.
Nel giugno 2018, è stato annunciato che la serie avrebbe debuttato nel 2019. Ad ottobre, è stato ulteriormente pianificato un debutto per ottobre 2019. È stato inoltre riportato che Kaley Cuoco sarebbe stata anche produttrice esecutiva della serie tramite la sua società di produzione Yes, Norman Productions.
La serie ha esordito il 29 novembre 2019 sul servizio streaming DC Universe, per poi essere rinnovata il 22 febbraio 2020 per una seconda stagione, uscita il 3 aprile 2020, anch'essa di 13 episodi. L'esordio è stato accolto positivamente dalla critica per i suoi toni adulti, il doppiaggio e la scrittura dei personaggi.
Il 18 settembre 2020, tre mesi dopo il finale della seconda stagione, è stato annunciato che la serie era stata rinnovata per una terza stagione e sarebbe passata su HBO Max. A febbraio 2021, il creatore della serie Patrick Schumacker ha annunciato che erano iniziate le registrazioni per la terza stagione.
Nel giugno 2021, è stato rivelato che una scena di sesso orale tra Catwoman e Batman nella stagione 3 era stata tagliata da DC. È stata sostituita da una scena in cui Batman non è bravo a fare un massaggio ai piedi a Catwoman.
Schumacker ha dichiarato che la terza stagione è stata più difficile da produrre, ma sarà molto più semplice non dover creare due stagioni consecutive. Halpern ha dichiarato in un'intervista a Entertainment Weekly che la stagione 3 esplorerà la reazione di Harley a una relazione semi-sana con Ivy, concentrandosi anche di più sulla storia di Ivy, poiché le due stagioni precedenti si erano principalmente focalizzate su Harley. Schumacker ha detto che sono stati assunti nuovi sceneggiatori provenienti dalla comunità LGBTQ+ a causa della direzione presa dalla stagione 2 e che è una priorità diversificare il personale per la stagione 3. Schumacker ha anche rivelato che Dean Lorey non sarebbe stato più disponibile a tornare come showrunner per la stagione 3 e sarebbe stato sostituito dai nuovi co-showrunner Chrissy Pietrosh e Jessica Goldstein insieme a lui e a Justin Halpern. Il compositore Jefferson Friedman ha rivelato che ci sarà un episodio musicale e ha anche dichiarato di voler rinnovare la musica per dare un'identità a ciascun personaggio. Durante un'intervista con Deadline Hollywood, Schumacker ha dichiarato che il suo desiderio era aprire la stagione 3 su "un vero Zoom, dove il GCPD viene continuamente rimproverato dalla città di Gotham per la loro incompetenza". A febbraio 2021, il creatore della serie Patrick Schumacker ha annunciato che avevano iniziato le registrazioni per la stagione 3.
Durante il DC FanDome 2021, Harley, King Shark e Kite Man hanno anticipato alcune sequenze animatiche della terza stagione e hanno annunciato che sarebbe arrivata su HBO Max "entro il 2022".
Un fumetto prequel della stagione 3 è stato pubblicato per la prima volta il 3 agosto 2021, con il titolo Harley Quinn: The Animated Series – The Eat. Bang! Kill. Tour di Tee Franklin (autrice), Max Sarin (copertina, disegnatore, inchiostratore) e Marissa Louise (colorista), in cui Harley porta Ivy in luna di miele dove affrontano amici che hanno tradito, i loro sentimenti riguardo a come è finita la stagione 2 e alcuni villain e eroi lungo il percorso. Il Commissario Gordon cerca di catturarli ripetutamente, causando preoccupazione a Batman e Batgirl per la sua sanità mentale.
Il 9 agosto 2022, è stato annunciato che una quarta stagione è in sviluppo. Il 31 agosto 2022, HBO Max ha rinnovato la serie per una quarta stagione con Sarah Peters promossa a produttrice esecutiva e showrunner, poiché Halpern e Schumacker saranno occupati con Kite Man: Hell Yeah!. Il 7 ottobre 2022, è stato riportato che la serie avrebbe avuto uno speciale natalizio chiamato "Harley Quinn: A Very Problematic Valentine's Day Special", che è stato pubblicato a febbraio 2023. La quarta stagione è stata trasmessa il 27 luglio 2023. Il 16 novembre 2023, Max ha rinnovato la serie per una quinta stagione prevista per novembre 2024 e trasmessa da Gennaio 2025.

### Casting
Insieme all'annuncio dell'ordine della serie, è stato riportato che i produttori della serie avevano intenzione di contattare Margot Robbie, che interpreta il personaggio nel DC Extended Universe (DCEU), per riprendere il ruolo; ma questa informazione era falsa. In un'intervista dopo il rilascio della prima stagione, Halpern ha dichiarato che Robbie era stata tenuta al corrente, ma non era mai interessata a interpretare il ruolo poiché stava girando e producendo Birds of Prey in quel periodo. Altri personaggi che si prevedeva fossero presenti nella serie includevano Joker, Poison Ivy, Sy Borgman, Doctor Psycho, Malice Vundabar, King Shark e Clayface.
Il 3 ottobre 2018, è stato annunciato che Cuoco avrebbe doppiato Harley Quinn e Lake Bell avrebbe doppiato Poison Ivy. Gli altri doppiatori della serie includono Alan Tudyk come Joker e Clayface, Ron Funches come King Shark, J. B. Smoove come Frank the Plant, Jason Alexander come Sy Borgman, Wanda Sykes come la Regina delle Favole, Giancarlo Esposito come Lex Luthor, Natalie Morales come Lois Lane, Jim Rash come Enigmista, Diedrich Bader che riprende il suo ruolo da Batman: The Brave and the Bold come Batman, Tony Hale come Dr. Psycho e Christopher Meloni come James Gordon. Poco dopo, Rahul Kohli ha rivelato di prestare la voce a Spaventapasseri nella serie. A giugno 2019, Sanaa Lathan è stata rivelata come doppiatrice di Catwoman, che è stata rappresentata come afroamericana. Il 24 luglio 2019, Vanessa Marshall ha rivelato di riprendere il ruolo di Wonder Woman da Justice League: Crisis on Two Earths e Justice League: The Flashpoint Paradox. Il giorno successivo, TV Guide ha rivelato che il veterano doppiatore Charlie Adler è stato confermato come direttore aggiuntivo della serie con Schumacker e Lorey come direttori dei doppiatori. A febbraio 2020, Alfred Molina è stato annunciato come doppiatore di Mr. Freeze. Ad aprile 2020, Schumacker ha confermato che Michael Ironside avrebbe ripreso il suo ruolo come Darkseid sia dal DC Animated Universe che dal videogioco LEGO DC Super-Villains.
A giugno 2021, Sam Richardson è stato annunciato come nuovo membro del cast nel ruolo di Swamp Thing. A marzo 2022, il regista—poi co-presidente e co-CEO di DC Studios, James Gunn—ha annunciato che avrebbe prestato la voce a se stesso nella terza stagione dello show; i produttori lo avevano contattato su Twitter per fare un'apparizione, sapendo che era un fan della serie. Gunn ha registrato le sue battute a distanza, poiché stava dirigendo la sua serie DCEU Peacemaker a Vancouver, Canada, mentre la stagione 3 era in fase di sviluppo. Nello stesso mese, Harvey Guillén è stato scelto per interpretare Nightwing.

### Musica
Jefferson Friedman ha composto la musica per la serie. WaterTower Music ha pubblicato l'album della colonna sonora per la prima stagione il 21 agosto 2020. L'album della seconda stagione è stato rilasciato lo stesso giorno.

### Rappresentazione LGBTQ
Nel DC Universe, Harley Quinn (Dr. Harleen Quinzel) e Poison Ivy (Dr. Pamela Isley) sono inizialmente amiche. Nei fumetti, Harley e Ivy si chiamano anche "Peanut" e "Pam-A-Lamb". Gli scrittori hanno accentuato la loro amicizia con momenti come baci di compleanno e docce insieme, rendendo il loro legame più intimo. La relazione tra Harley Quinn e Poison Ivy cambia in Gotham City Sirens, quando Harley sussurra all'orecchio di Ivy che il motivo per cui la "salva" dal Joker è il suo sentimento romantico verso di lei, sebbene la scena termini con Harley che ritorna dal Joker. È solo nella serie di fumetti Harley Quinn di Amanda Connor e Jimmy Palmiotti del 2013 che vengono mostrati come coppia romantica anziché amici. Harley si riferisce a Ivy come alla sua "hot girlfriend" e i due sono in una relazione aperta dove possono avere altri partner pur rimanendo dediti l'uno all'altra. Al di fuori dell'universo principale, Harley e Ivy si sono anche sposate in Injustice 2.
Nel 15 maggio 2020, nell'episodio "There's No Place to Go But Down", Harley Quinn salva la sua compagna di crimine, Poison Ivy; entrambe si baciano dopo essere scappate di prigione. Un critico che ha recensito l'episodio ha affermato che il romanzo tra Harley e Ivy era un "slow burn", aggiungendo che questo affetto potrebbe evolvere in una "esplorazione più realistica di come ci si sente ad innamorarsi di un amico o ad avere una relazione imbarazzante con un compagno di lavoro". Un'altra recensore, Sophie Perry, scrivendo per la rivista di lifestyle lesbico Curve, ha notato come il queerbaiting sia stato a lungo presente nella rappresentazione LGBTQ+, sottolineando come She-Ra e Harley Quinn abbiano avuto baci tra persone dello stesso sesso, avvenimenti che avrebbero potuto essere "tipici queerbaiting" ma non lo sono stati. In un altro episodio, Clayface, un membro della banda di Harley, viene rivelato come personaggio gay che ha una cotta per uno studente maschio.
Nel giugno 2020, in un AMA su Reddit, Justin Halpern, co-showrunner della serie, ha ammesso che lo show ha mancato di sovvertire il trope dei bisessuali che tradiscono o sono inclini all'infedeltà e ha promesso di fare meglio nella terza stagione. Halpern ha anche detto, in commenti successivi, che lo show prende seriamente la rappresentazione, che sia Harley che Ivy hanno avuto relazioni con donne in passato, che Ivy aveva una cotta per Catwoman, e ha spiegato come si è sviluppata la relazione tra Harley e Ivy.
Nel 2021, la serie è stata nominata per un GLAAD Media Award per Outstanding Comedy Series. La serie è stata anche nominata per diversi premi ai Autostraddle's 4th Annual Gay Emmys, nelle categorie di "Best Episode with LGBTQ+ Themes" per l'episodio "Something Borrowed" e "Outstanding Animated Series". Il trailer della terza stagione dello show, uscito nell'ottobre 2021, è stato descritto come indicante che la serie è "per i gay".

## Spin-off
Una serie spin-off che segue le avventure di Kite Man e della sua fidanzata Golden Glider, intitolata Kite Man: Hell Yeah! (originariamente conosciuta come Noonan's), è in sviluppo per Max. La prima stagione di Kite Man: Hell Yeah! è composta da dieci episodi, con Oberg che torna a doppiare Kite-Man. Il cast vocale completo della serie è stato rivelato a settembre 2023. Dopo il finale della quarta stagione di Harley Quinn del 14 settembre 2023, è stato annunciato che la serie spin-off avrebbe debuttato ufficialmente il 18 luglio 2024.